# KFOR

Znak mírových jednotek KFOR v Kosovu

KFOR (zkratka z anglického Kosovo Force) je označení pro mezinárodní mírové operace v rámci NATO na území Kosova, které byly zahájeny 12. července 1999 v operaci pod názvem Joint Guardian, přejmenované v dubnu 2005 na Joint Enterprise. Do Kosova byly jednotky vyslány na základě rezoluce Rady bezpečnosti OSN číslo 1244 ze dne 10. června 1999 za účelem dosažení trvalého míru a stability v oblasti postižené válkou. Jednotky KFOR tak působí v Kosovu jako jednotky zajišťující pořádek a bezpečnost, spadajíce pod velení mise OSN v Kosovu (UNMIK). Rezoluce měla za následek vyhlášení autonomie Kosova a ztráty kontroly Srbska nad touto oblastí.
Jednotky KFOR vstoupily na území Kosova 12. června 1999 s mandátem OSN, dva dny po schválení rezoluce 1244 jako důsledek závažné humanitární krize, která na území propukla. Různé vojenské a polovojenské jednotky ze Svazové republiky Jugoslávie vedly denně boje s Kosovskou osvobozeneckou armádou na území Kosova o jeho nadvládu. Doprovázející etnické čistky donutily přibližně jeden milión lidí opustit své domovy a zaplavit okolní oblasti jako uprchlíci.
Přítomnost jednotek KFOR v Kosovu byla potvrzena během konání sumitu NATO ve Vilniusu během 7. až 8. února 2008. Mezinárodní jednotky v Kosovu jsou tvořeny mnoha národy a to včetně jednotek armády České republiky, které zde působí v rámci rozhodnutí vlády ČR ze dne 4. října 2006 usnesením číslo 1114, později upřesněn 22. října 2007 usnesením 1179 a to v celkovém počtu 550 osob pro začátek roku 2009.

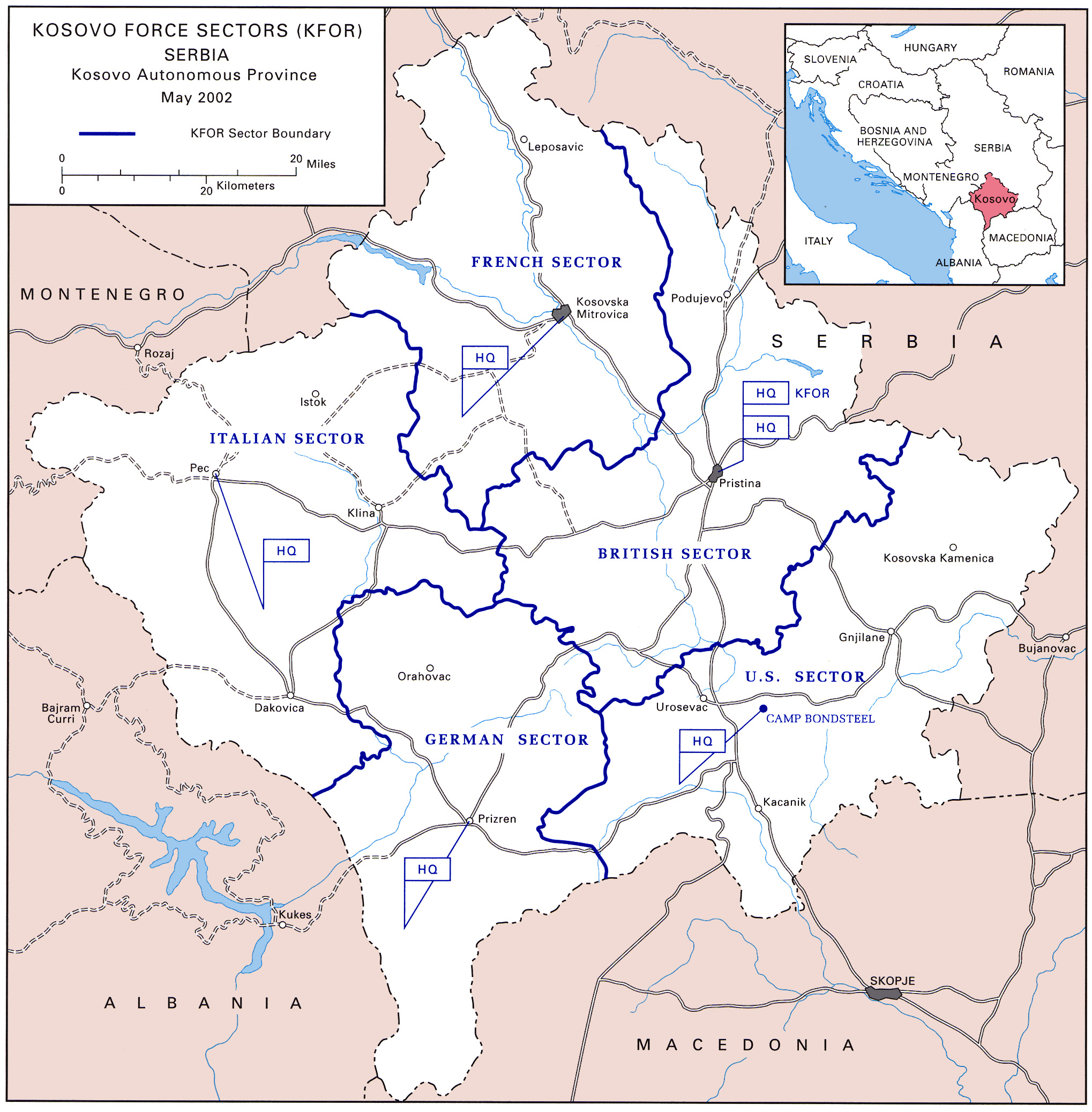
Rozdělení Kosova do jednotlivých mezinárodních sektorů

Jednotky KFOR zůstávají v Kosovu i po jednostranném vyhlášení nezávislosti Kosova na Srbsku ze dne 17. února 2008 pod mandátem OSN. V roce 2022 působí v misi 27 států a 3762 účastníků.

## Cíle mise[2]
- zastavit a zabránit dalším bojům v oblasti Kosova a útoky Jugoslávských a Srbských jednotek
- zajistit bezpečnost a pořádek
- odzbrojit Kosovskou osvobozeneckou armádu
- podporovat mezinárodní humanitární pomoc
- koordinovat a podporovat mezinárodní civilní záměry

## Složení

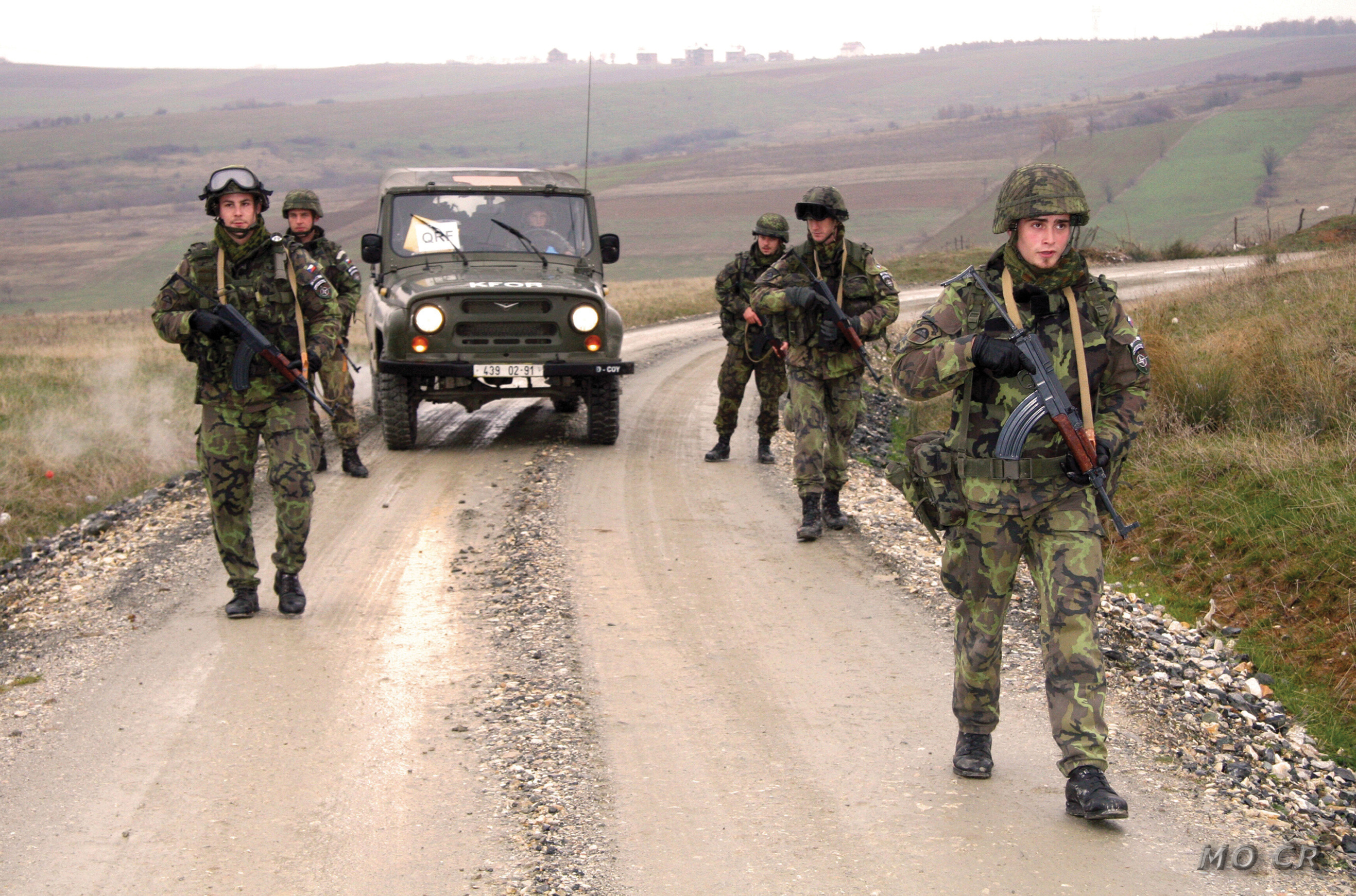
Příslušníci Armády České republiky na hlídce v Kosovu

### Česká armáda
Jednotky české armády byly v Kosovu přítomny již od roku 1999. Byly dislokovány na základně Šajkovac v severovýchodní části oblasti, na hlavním velitelství v Prištině, na základně Camp Ville u obce Lipjan a působily také jako příslušníci vojenské policie.

Účast Úkolového uskupení Armády České republiky byla v misi KFOR ukončena 3. listopadu 2011 příletem poslední části vojáků z Kosova do České republiky. Nyní působí na velitelství KFOR sedm českých vojáků.